# Gennaro Luzio
Gennaro Luzio, talvolta indicato Di Luzio, o Luzi, o Lucio (Napoli, 1740 – dopo 1821), è stato un basso italiano.

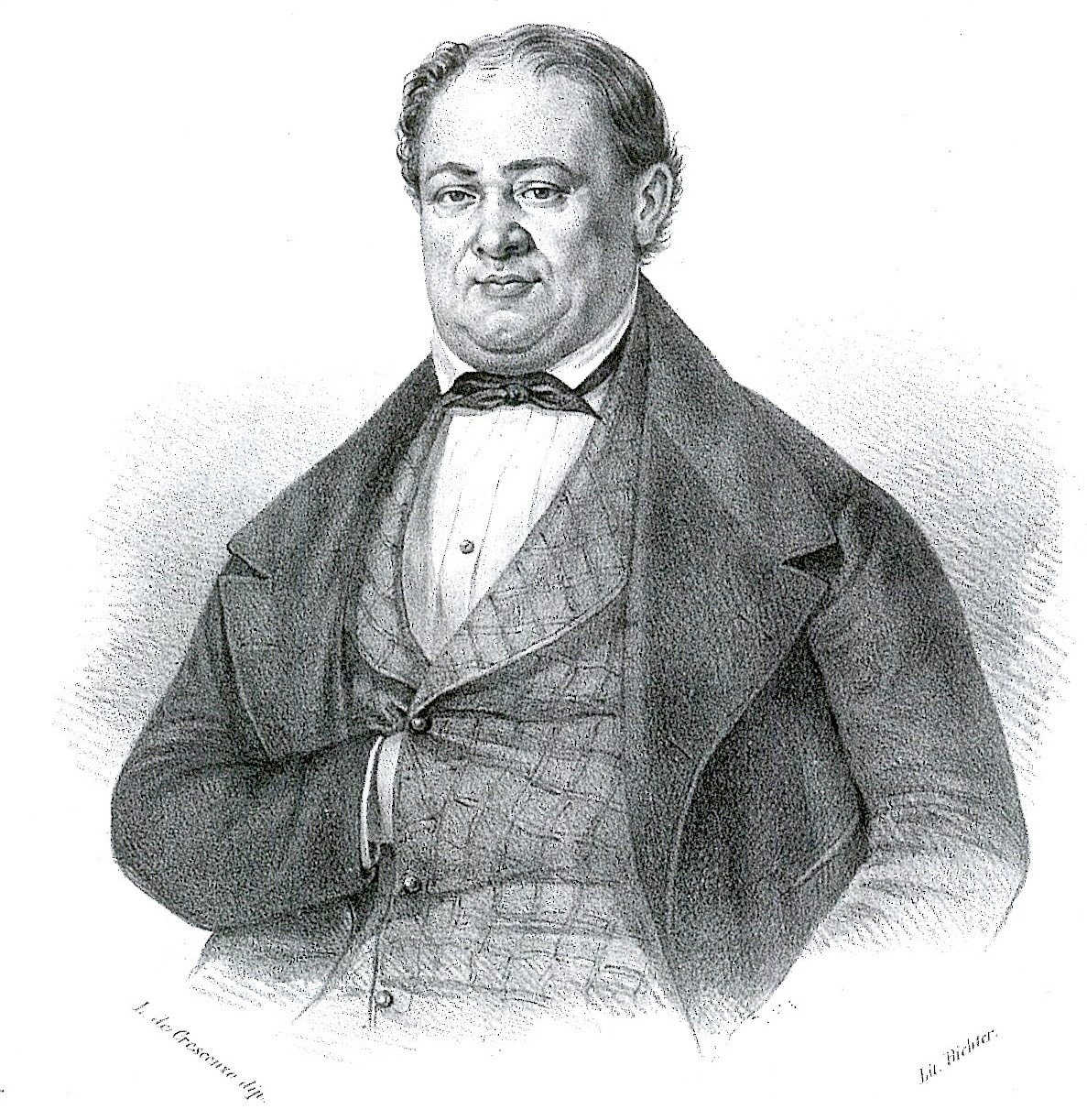
Ritratto di Gennaro Luzio

Con il coetaneo Antonio Casaccia, Luzio è considerato uno dei più importanti buffi del teatro napoletano.

## Biografia
Nacque a Napoli nel 1740, ma le notizie sulla sua vita rimangono poche e frammentarie.
Il Luzio fece il suo debutto nel 1765 al teatro dei Fiorentini di Napoli nel ruolo di Ciommo in un'opera di Gennaro Astarita "Il corsaro algerino" su libretto di Giuseppe Palomba. 
Ottenne ben presto un successo lusinghiero, cresciuto nel corso della sua carriera. 
Nel 1778 è Don Polidoro nella prima assoluta di L'italiana in Londra di Cimarosa con Girolamo Crescentini al Teatro Valle di Roma e nel 1786 Don Nardi nella prima assoluta di Le trame deluse di Cimarosa al Teatro Nuovo di Napoli.
Nel 1788 è Titta ne La cosa rara di Vicente Martín y Soler con Giacomo David al Teatro San Carlo di Napoli dove nel 1789 è Timagene nella prima assoluta di Alessandro nell'Indie di Pietro Alessandro Guglielmi con David.
Nel 1790 canta nella prime assolute di Te Deum e di Domine salvum fac regem di François-Joseph Gossec al Campo di Marte (Parigi).
L'ultima apparizione fu nel 1821 al Teatro Nuovo di Napoli, in un'opera di Pietro Generali Mercandetti dal titolo "La testa meravigliosa" su libretto di Andrea Leone Tottola.
Rimangono ignoti la data e il luogo di morte. Il figlio del Luzio, Gennarino (1775 circa - Napoli 1855), conosciuto con il soprannome di Pappone, fu cantante di fama nella prima metà dell'Ottocento.